# 興隆外里
興隆外里，是台灣南部自清治時期至日治初期的一個行政區劃，其範圍即今高雄市的左營區中北部。
興隆外里西邊瀕臨台灣海峽，西北邊為仁壽上里、仁壽下里，東北邊及東邊為半屏里，南邊為興隆內里。

## 管轄街庄
興隆外里共轄5個庄：
- 今左營區境內：